# G-14
G-14는 14개의 유럽 축구 클럽들이 2000년 9월에 만든 조직이다. UEFA나 FIFA에게 지나친 간섭을 받는다고 생각하던 거대 축구 클럽들이 한 목소리를 내기 위해 만들었다. UEFA가 해당 클럽들과의 상의 없이 일방적으로 UEFA 챔피언스리그에서 16강 단계의 조별리그를 폐지하고 토너먼트화하자 G-14는 이 사건을 예로 들면서 그들의 결집을 정당화하였다. 기존 멤버들이 다른 클럽을 초청해야 가입할 수 있는 까다로운 가입 조건을 가지고 있다.
2002년 8월, 14개 축구 클럽이 가입해서 현재는 18개 축구 클럽으로 구성되어 있으나 명칭은 그대로 G-14로 유지하고 있다. 기본적으로 압력 단체의 성격을 띠며, 언론들이 유럽 슈퍼 리그(European Super League)의 구성 시도와 결부하고 있으나 G-14는 이를 부정하고 있다.
G-14는 7개 나라에 분포하고 있으며 총합 약 250여개의 타이틀을 획득하였다. UEFA 챔피언스리그와 그 전신인 유러피언 컵에서 총 51시즌 중 무려 41회를 우승하였으며, 또한 해당 대회의 결승전에서 두 팀 모두 G-14가 아닌 경우는 3번에 불과했다. G-14는 2008년 유럽 클럽 협회의 창단과 함께 해체되었다.

## 회원 클럽

### 2000년 창립 멤버
- 리버풀 FC ( 잉글랜드)
- 맨체스터 유나이티드 FC ( 잉글랜드)
- 올랭피크 드 마르세유 ( 프랑스)
- 파리 생제르맹 FC ( 프랑스)
- FC 바이에른 뮌헨 ( 독일)
- 보루시아 도르트문트 ( 독일)
- 유벤투스 FC ( 이탈리아)
- AC 밀란 ( 이탈리아)
- FC 인테르나치오날레 밀라노 ( 이탈리아)
- AFC 아약스 ( 네덜란드)
- PSV 에인트호번 ( 네덜란드)
- FC 포르투 ( 포르투갈)
- FC 바르셀로나 ( 스페인)
- 레알 마드리드 CF ( 스페인)

### 2002년 신규 멤버
- 아스널 FC ( 잉글랜드)
- 올랭피크 리옹 ( 프랑스)
- 바이어 04 레버쿠젠 ( 독일)
- 발렌시아 CF ( 스페인)

## 같이 보기
- 유럽 클럽 협회